# Washburn (Észak-Dakota)
Washburn város az USA Észak-Dakota állam McLean megyéjében, melynek megyeszékhelye is. Lakosainak száma 1300 fő (2020. április 1.).

## Népesség
A település népességének változása:
| Lakosok száma | 657  | 1246 | 1300 |
|               | 1910 | 2010 | 2020 |